# Vasilije Popović
Vasilije Popović (mai 1860, à Majevac, près de Derventa, Empire ottoman - 11 novembre 1938, à Okučani) est un métropolite de l'Église orthodoxe serbe qui administre l'Église dans les parties serbe et roumaine du Banat pendant deux décennies au cours d'une période incertaine et une instabilité de la région pour des raisons politiques,. Il succède au métropolite Evgenije Letica.

## Biographie
Le métropolite Vasilije est né en mai 1860 à Majevac. Il se rend à Belgrade dans le quartier de Bogoslovija où il s'inscrit à la faculté de théologie à la Grande Ecole, devenue aujourd'hui l'Université de Belgrade.
Il est ordonné diacre le 23 août et prêtre le 25 août 1884. Jusqu'à son élection comme évêque, il est prêtre à Gradačac et membre du tribunal du Consistoire à Sarajevo.
Le Saint-Synode des évêques du Patriarcat œcuménique de Constantinople l'élit métropolite de Banja Luka le 10 juillet 1908, année qui précipite la crise bosniaque lorsque la Bosnie-Herzégovine est annexée par l'Empire austro-hongrois à la Turquie ottomane. Il est consacré le 21 août de la même année à l'église de la Descente du Saint-Esprit à Banja Luka.
Il meurt à Okučani le 11 novembre 1938. Il est d'abord enterré dans l'église de la Nativité de la Bienheureuse Vierge Marie dans le village de Rebrovac, après l'érection en 1929 de la nouvelle cathédrale du Christ Sauveur, et la Seconde Guerre mondiale, ses restes sont transférés à cette église.